# Forest Park (Georgia)
Forest Park è una città degli Stati Uniti d'America, situata nella contea di Clayton nello Stato della Georgia.